# Leudal
Leudal è una municipalità dei Paesi Bassi di 36 795 abitanti situata nella provincia di Limburgo.
Il comune è creato il 1º gennaio 2007 dalla fusione delle città di Haelen, di Heythuysen, di Hunsel, e di Roggel en Neer.

## Geografia antropica

### Frazioni

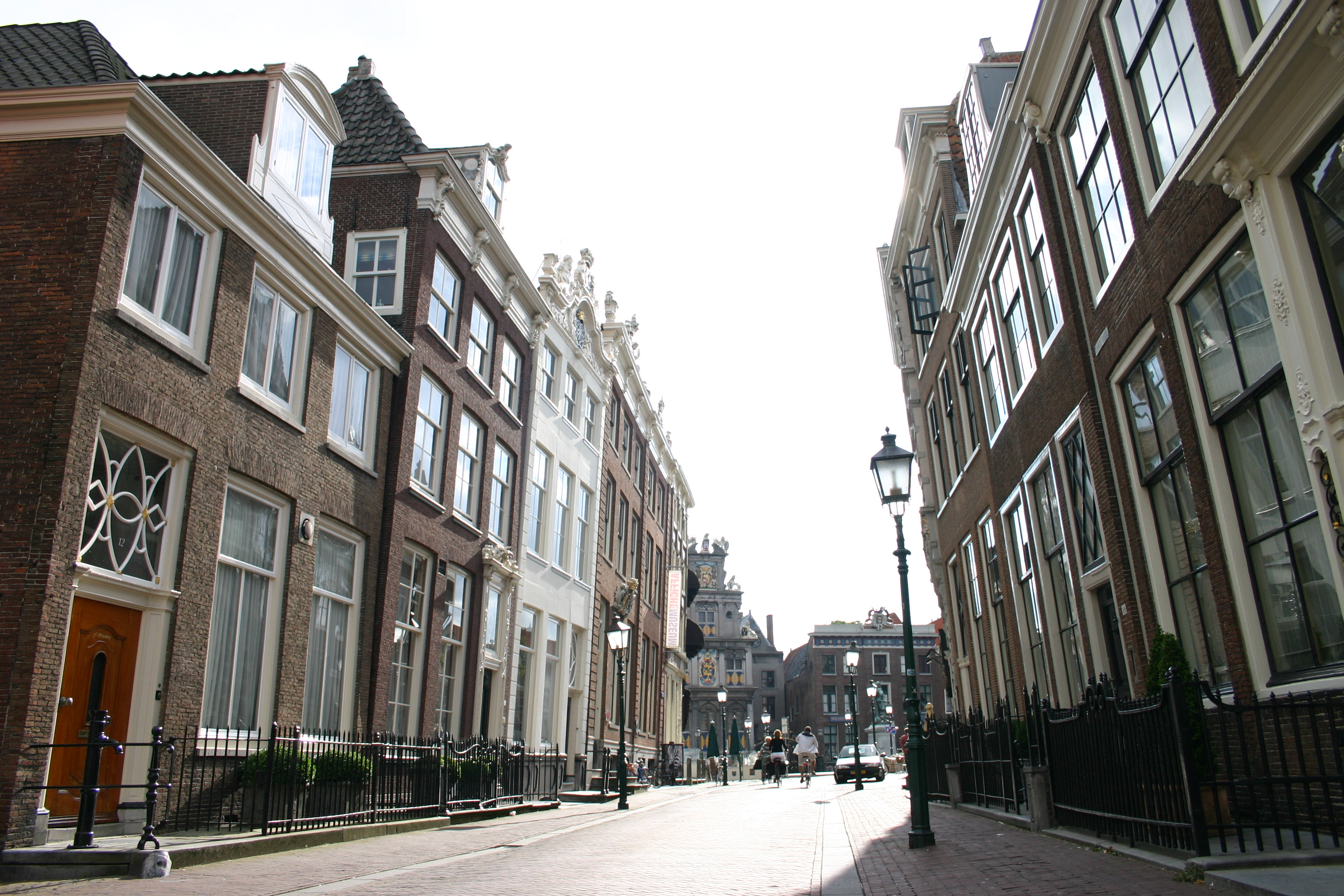
Una via di Horn.

| N. | Frazione    | Abitanti (2007) |
| -- | ----------- | --------------- |
| 1  | Baexem      | 2850            |
| 2  | Buggenum    | 950             |
| 3  | Ell         | 1470            |
| 4  | Grathem     | 1770            |
| 5  | Haelen      | 4370            |
| 6  | Haler       | 480             |
| 7  | Heibloem    | 840             |
| 8  | Heythuysen  | 6380            |
| 9  | Horn        | 3990            |
| 10 | Hunsel      | 940             |
| 11 | Ittervoort  | 1950            |
| 12 | Kelpen-Oler | 1170            |
| 13 | Neer        | 3440            |
| 14 | Neeritter   | 1360            |
| 15 | Nunhem      | 670             |
| 16 | Roggel      | 4190            |